# بری گلوبال
بری گلوبال (انگلیسی: Berry Global) شرکت تولید صنعتی آمریکایی است، که در سال ۱۹۶۷ تأسیس شد.